# Arne Legernes
Arne Legernes (Molde, 1931. május 18. – Nesodden, 2022. augusztus 14.) válogatott norvég labdarúgó, középpályás, edző.

## Pályafutása

### Klubcsapatban
1948 és 1953 között a Molde, 1954–55-ben a Freidig, 1956–57-ben ismét a Molde, 1958 és 1962 között a Larvik Turn labdarúgója volt.

### A válogatottban
1955 és 1961 között 41 alkalommal szerepelt a norvég válogatottban és egy gólt szerzett.

### Edzőként
1956–57-ben a Molde játékos-edzőjeként tevékenykedett. 1970 és 1972 között, majd 1982-ben a Stabæk, 1984–85-ben a Jevnaker vezetőedzője volt.